# Destroy All Monsters!
Destroy All Monsters! (stilizzato DESTROY ALL MONSTERS!) è il secondo album in studio del rapper statunitense ItsOkToCry, pubblicato il 13 dicembre 2019 dalla Cleopatra Records.
Il nome dell'album è un riferimento a Godzilla: Destroy All Monsters Melee, uno dei videogiochi d'infanzia preferiti del rapper.
L'album è stato anticipato da due singoli: Vanessa with an F e Dead Set Radio Future.

## Antefatti
Nell'agosto 2018, dopo aver fatto riferimento alla produzione di un nuovo album, ItsOkToCry ha mostrato lo snippet di un brano inedito in stile metal chiamato Mockingbirds Bleed Black (stilizzato MOCKINGBIRDS BLEED BLACK). Successivamente mostrerà un altro snippet del brano.
Verso fine agosto 2019, ItsOkToCry ha concluso le registrazioni dell'album. Il 17 settembre, il rapper ha rivelato che il 7 ottobre (giorno del suo compleanno) avrebbe pubblicato qualcosa. Il 24 settembre 2019 viene svelato il nome del nuovo album, Destroy All Monsters! (stilizzato DESTROY ALL MONSTERS!). Il 29 settembre, ItsOkToCry ha confermato l'arrivo di nuove informazioni sul nuovo album per il giorno del suo compleanno. Il 7 ottobre, il rapper ha pubblicato il singolo Vanessa with an F (precedentemente noto come Finesser) come primo estratto di Destroy All Monsters!.
Il 16 ottobre 2019, Amazon ha reso disponibile l'album per il preordine in formato CD, rivelando la copertina, la tracklist formata da 13 tracce e la data d'uscita ufficiali dell'album, quest'ultima fissata per il 13 dicembre 2019. Secondo Larry, l'album sarà il suo progetto più versatile, descrivendolo come "[L'album] che i fan vogliono, che io voglio, che tutti noi desideriamo". L'album prevede le collaborazioni di Jvles, Austin Skinner, Jayfam, Bby Goyard, Shinigami e Savage Ga$p.
Il 3 novembre, ItsOkToCry conferma ufficialmente la copertina e la data d'uscita dell'album tramite i suoi social media.
Il 15 novembre, Larry pubblica il singolo Dead Set Radio Future (stilizzato DEADSET RADIO FUTURE) come secondo estratto dal suo nuovo album, seguito da un video musicale girato da Adam Asdel, pubblicato il giorno dopo. Il 17 novembre rivela la tracklist ufficiale e i produttori.

## Concept
Il titolo dell'album, Destroy All Monsters!, riflette il pensiero di ItsOkToCry sulla sua visione negativa del futuro del mondo e sul suo passato. Il rapper ha voluto inserire per la maggior parte influenze disco music, associando il primo periodo del "grunge, emo, musica triste e uso di droghe" al fatto che si andasse molto in discoteca in quei tempi.

## Tracce
1. Dead Set Radio Future – 2:05 (testo: Larry – musica: Youlooktired)
2. Magenta (feat. Jvles) – 2:25 (testo: Larry – musica: Noah Gebera)
3. Dreamland Destiny (feat. Austin Skinner) – 3:15 (testo: Larry – musica: Fish)
4. Mockingbirds Bleed Black – 2:02 (testo: Larry – musica: Storm)
5. Nostalgia Unlimited – 2:03 (testo: Larry – musica: Fish)
6. Light Mana Freestyle (feat. Jayfam) – 2:26 (testo: Larry – musica: Bass Lord)
7. Vanessa with an F (feat. Bby Goyard, Shinigami) – 2:19 (testo: Larry – musica: Shinra)
8. El Jefe – 2:20 (testo: Larry – musica: Sick Luke)
9. The Cats Pajamas – 3:29 (testo: Larry – musica: Fish)
10. Dark Mana Freestyle (feat. Savage Ga$p) – 2:38 (testo: Larry – musica: Shinra)
11. Plastic Bag Tracheotomy – 2:02 (testo: Larry – musica: Storm)
12. Surprise Attack! (feat. Bby Goyard) – 2:14 (testo: Larry – musica: Kudzu)
13. Goodybag – 2:11 (testo: Larry – musica: Jvles)